# Pegomya amargosana
Pegomya amargosana är en tvåvingeart som beskrevs av Griffiths 1982. Pegomya amargosana ingår i släktet Pegomya och familjen blomsterflugor.
Artens utbredningsområde är Kalifornien. Inga underarter finns listade i Catalogue of Life.